# Quirguistão nos Jogos Olímpicos de Verão de 2012
O Quirguistão competiu nos Jogos Olímpicos de Verão de 2012, que aconteceram na cidade de Londres, no Reino Unido, de 27 de julho até 12 de agosto de 2012.

## Desempenho

### Halterofilismo
Masculino
| Atleta            | Evento | Arranque (kg) | Arremesso (kg) | Total (kg) | Posição |
| ----------------- | ------ | ------------- | -------------- | ---------- | ------- |
| Bekzat Osmonaliev | -56kg  | 127,0         | DNF            | DNF        | DNF     |

### Natação
Feminino
| Atletas         | Evento      | Eliminatórias | Eliminatórias | Semifinal   | Semifinal   | Final       | Final       |
| Atletas         | Evento      | Tempo         | Posição       | Tempo       | Posição     | Tempo       | Posição     |
| --------------- | ----------- | ------------- | ------------- | ----------- | ----------- | ----------- | ----------- |
| Dariya Talanova | 200 m peito | 2min38s01     | 34º           | Não avançou | Não avançou | Não avançou | Não avançou |

### Tiro
Masculino
| Atleta          | Evento                 | Qualificação | Qualificação | Final       | Final       | Posição |
| Atleta          | Evento                 | Placar       | Posição      | Placar      | Total       | Posição |
| --------------- | ---------------------- | ------------ | ------------ | ----------- | ----------- | ------- |
| Ruslan Ismailov | Carabina de ar 10 m    | 593          | 21º          | Não avançou | Não avançou | 21º     |
| Ruslan Ismailov | Carabina três posições | 1146         | 40º          | Não avançou | Não avançou | 40º     |